# Шавгеле
Шавгеле (груз. შავღელე) — село в Грузии, на территории Хобского муниципалитета края (мхаре) Самегрело-Верхняя Сванетия. Статус села был присвоен населённому пункту 7 июля 2011 года.

## География
Село находится в западной части Грузии, на левом берегу реки Риони, на расстоянии приблизительно 17 километров (по прямой) к юго-западу от города Хоби, административного центра муниципалитета.

## Население
По результатам официальной переписи населения 2014 года, в Шавгеле проживал 581 человек (306 мужчин и 275 женщин). В национальной структуре населения грузины составляли 100 %.